# Lepidophyma flavimaculatum
Lepidophyma flavimaculatum là một loài thằn lằn trong họ Xantusiidae. Loài này được Duméril mô tả khoa học đầu tiên năm 1851.

## Hình ảnh

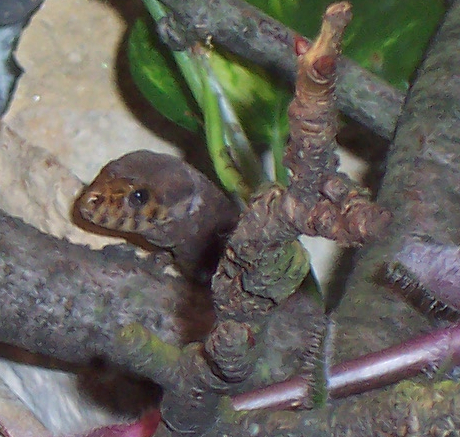
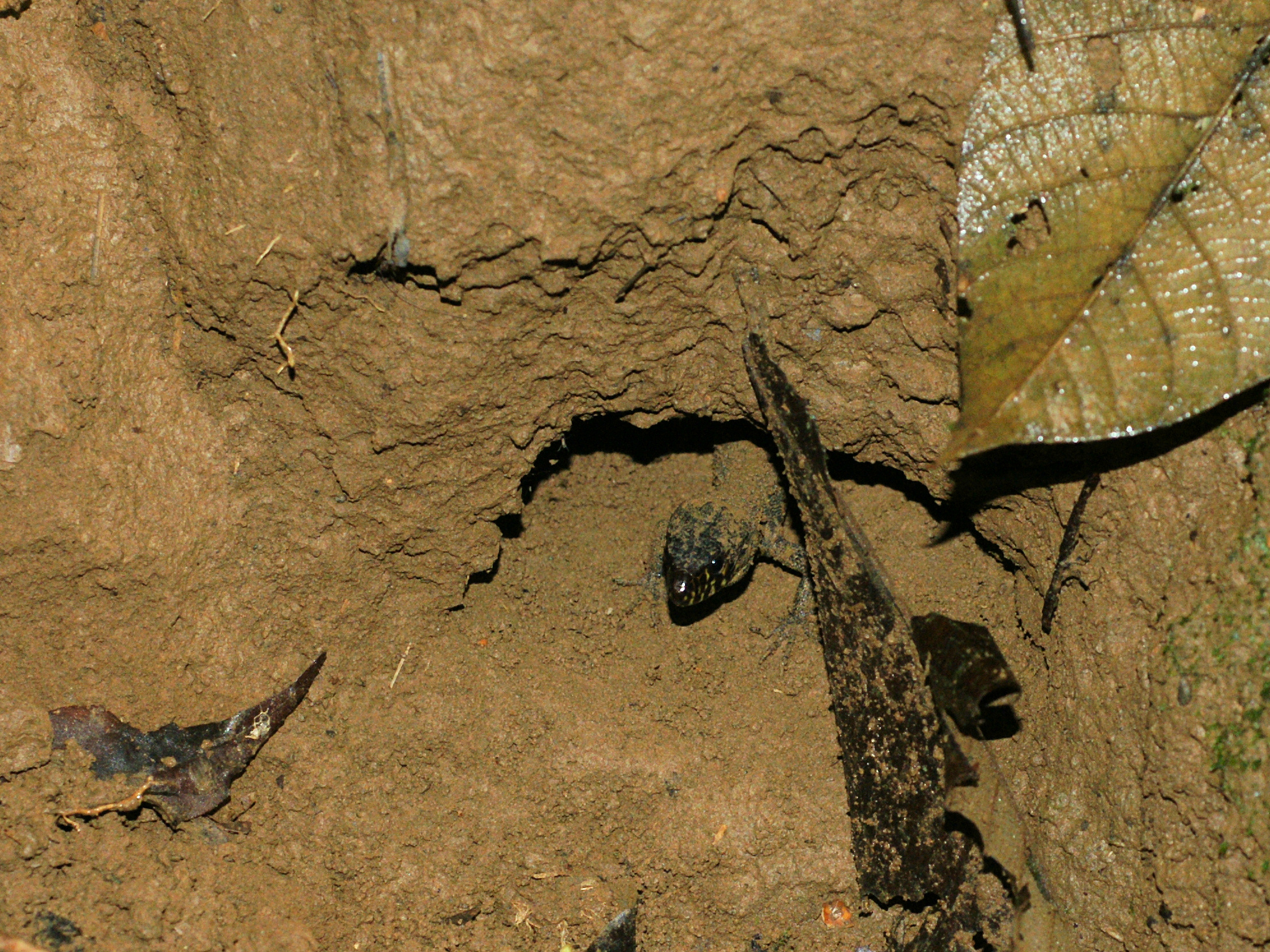